# Abbaye Saint-André de Sestri Ponente
L'Abbaye Saint-André de Sestri Ponente est une ancienne abbaye, tour à tour bénédictine, cistercienne et dominicaine, située dans le quartier de Sestri Ponente, à Gênes (Ligurie, en Italie). Un de ses moines, est particulièrement connu, canonisé sous le nom de saint Albert de Gênes (it).

## Histoire

### Période bénédictine
L'abbaye est fondée au VIIe siècle par des moines bénédictins.

### Fondation cistercienne
Lors du schisme d'Anaclet II, Bernard de Clairvaux est proposé comme arbitre. Passant par Gênes pour juger entre Innocent II et Anaclet, il y fait forte impression. La population génoise lui demande de devenir l'archevêque de Gênes, mais il refuse. En matière de compensation, il promet une abbaye cistercienne à la population. Étienne Harding achète l'abbaye délaissée par les Bénédictins et, le 5 novembre 1131, l'abbaye est officiellement déclarée cistercienne. Peu après sa création, l'abbaye accueille Albert de Gênes (it), un moine qui décide ensuite de vivre une vie érémitique sur les terres de l'abbaye. Après sa mort, le 8 juillet 1180, il est canonisé le 7 juillet 1244 par Innocent IV.

### La commende puis les Dominicains
En 1478, Sixte IV place l'abbaye de Sestri Ponente sous le régime de la commende. La vie monastique s'en ressent rapidement. Le monastère est abandonné par les cisterciens moins d'un siècle plus tard. Pie V fait alors appel à des Dominicains pour les remplacer. Ils arrivent en 1569, et demeurent dans le monastère jusqu'à l'arrivée des troupes napoléoniennes, en 1797.

### Période moderne
Le monastère reste inoccupé pendant un siècle et demi. En 1938, il est à nouveau occupé par des moines bénédictins, mais ceux-ci ne restent que vingt-quatre ans, chassés par les nuisances sonores de l'autoroute A10 et de l'aéroport de Gênes